# Asia Rugby
Asia Rugby (AR), hasta junio del 2015 conocido como Asian Rugby Football Union (ARFU) es el órgano rector del rugby en Asia fundado en 1968 por ocho uniones nacionales. Actualmente cuenta con 28 uniones nacionales miembros en el continente asiático, que se extiende desde Kazajistán a Guam. Asia Rugby a su vez, está afiliada a la World Rugby, sucesora de la International Rugby Board, ente rector del rugby a nivel mundial como una de las 6 asociaciones regionales integrantes.

## Rankings de selecciones
| Ranking masculino                  |     |               |         |
| Actualizado al 16 de enero de 2021 |     |               |         |
| AR                                 | WR  | Selección     | Puntaje |
| 1                                  | 10  | Japón         | 79.29   |
| 2                                  | 22  | Hong Kong     | 61.23   |
| 3                                  | 31  | Corea del Sur | 53.11   |
| 4                                  | 41  | Filipinas     | 47.80   |
| 5                                  | 47  | Sri Lanka     | 46.73   |
| 6                                  | 49  | Malasia       | 46.12   |
| 7                                  | 55  | Singapur      | 44.05   |
| 8                                  | 61  | EAU           | 41.23   |
| 9                                  | 62  | Kazajistán    | 40.86   |
| 10                                 | 65  | China Taipéi  | 39.23   |
| 11                                 | 74  | Guam          | 36.38   |
| 12                                 | 76  | Tailandia     | 36.28   |
| 13                                 | 80  | China         | 34.91   |
| 14                                 | 84  | India         | 33.40   |
| 15                                 | 89  | Uzbekistán    | 31.33   |
| 16                                 | 91  | Pakistán      | 29.99   |
| 17                                 | 100 | Indonesia     | 21.95   |

| Ranking femenino    |    |            |         |
| 16 de enero de 2021 |    |            |         |
| AR                  | WR | Selección  | Puntaje |
| 1                   | 12 | Japón      | 65.80   |
| 2                   | 15 | Kazajistán | 60.45   |
| 3                   | 18 | Hong Kong  | 57.89   |
| 4                   | 23 | China      | 49.34   |
| 5                   | 31 | Singapur   | 40.06   |
| 6                   | 40 | India      | 37.60   |
| 7                   | 43 | Tailandia  | 36.35   |
| 8                   | 45 | Uzbekistán | 35.40   |
| 9                   | 51 | Filipinas  | 33.16   |

Nota: Las selecciones de Asia Rugby que no figuran en el ranking, es porque sus uniones aún no están afiliadas a World Rugby.

## Competiciones

### Rugby 15
| Torneo                             | Última edición                 | Campeón vigente |
| ---------------------------------- | ------------------------------ | --------------- |
| Asia Rugby Championship            | ARC 2024                       | Hong Kong       |
| Asia Rugby Championship Division 1 | ARC Division 1 2024            | Sri Lanka       |
| Asia Rugby Championship Division 2 | ARC Division 2 2023            | Catar           |
| Asia Rugby U19                     | Asia Rugby U19 2024            | Japón (M19)     |
| Asia Rugby U19 Division 1          | Asia Rugby U19 Division 1 2019 | Sri Lanka (M19) |
| Asia Rugby U19 Division 2          | Asia Rugby U19 Division 2 2019 | Malasia (M19)   |

| Torneo                    | Última edición                 | Campeón vigente |
| ------------------------- | ------------------------------ | --------------- |
| AR Women's Championship   | AR Women's Championship 2024   | Japón           |
| AR Women's Championship 1 | AR Women's Championship 1 2019 | China           |

### Rugby 7
| Torneo                   | Última edición           | Campeón vigente |
| ------------------------ | ------------------------ | --------------- |
| Asia Rugby Sevens Series | Asian Sevens Series 2024 | Hong Kong       |
| Seven de Asia M20        | Seven de Asia M20 2019   | Hong Kong (M20) |
| Seven de Asia M18        | Seven de Asia M18 2019   | Malasia (M18)   |

| Torneo                       | Última edición                    | Campeón vigente |
| ---------------------------- | --------------------------------- | --------------- |
| Asian Sevens Series Femenino | Asian Sevens Series Femenino 2024 | China           |
| Asia Rugby U18s Girls Sevens | Bhubaneshwar 2018                 | China (M18)     |

## Miembros
Miembros del AR afiliados a World Rugby:
| País                   | Federación                          | Selección              |
| ---------------------- | ----------------------------------- | ---------------------- |
| Brunéi                 | Brunéi Rugby Football Union         | Brunéi                 |
| China                  | Chinese Rugby Football Association  | China                  |
| China Taipéi           | Chinese Taipei Rugby Football Union | China Taipéi           |
| Corea del Sur          | Korea Rugby Union                   | Corea del Sur          |
| Emiratos Árabes Unidos | UAE Rugby Federation                | Emiratos Árabes Unidos |
| Filipinas              | Philippine Rugby Football Union     | Filipinas              |
| Guam                   | Guam Rugby Football Union           | Guam                   |
| Hong Kong              | Hong Kong Rugby Football Union      | Hong Kong              |
| India                  | Rugby India                         | India                  |
| Indonesia              | Indonesian Rugby                    | Indonesia              |
| Irán                   | Iran Rugby Football Union           | Irán                   |
| Japón                  | Japan Rugby Football Union          | Japón                  |
| Kazajistán             | Kazakhstan Rugby Union              | Kazajistán             |
| Kirguistán             | Kyrgyzstan Federation of Rugby      | Kirguistán             |
| Laos                   | Lao Rugby Federation                | Laos                   |
| Malasia                | Kesatuan Ragbi Malaysia             | Malasia                |
| Mongolia               | Mogolian Rugby Football Union       | Mongolia               |
| Pakistán               | Pakistan Rugby Union                | Pakistán               |
| Singapur               | Singapore Rugby Union               | Singapur               |
| Sri Lanka              | Sri Lanka Rugby Football Union      | Sri Lanka              |
| Tailandia              | Thai Rugby Union                    | Tailandia              |
| Uzbekistán             | Uzbekistan Rugby Federation         | Uzbekistán             |

Miembros de AR que no están afilados a World Rugby:
| País       | Federación                     | Selección  |
| ---------- | ------------------------------ | ---------- |
| Afganistán | Afghanistan Rugby Federation   | Afganistán |
| Catar      | Catar Rugby Federation         | Catar      |
| Jordania   | Jordon Rugby Union             | Jordania   |
| Líbano     | Lebanon Rugby Union Federation | Líbano     |
| Macao      | Macau Rugby Union              | Macao      |